# (337044) Bobdylan
(337044) Bobdylan ist ein Asteroid des inneren Hauptgürtels, der am 16. Februar 1996 von dem belgischen Astronomen Eric Walter Elst am Schmidt-Teleskop des französischen Observatoire de Calern bei Grasse (IAU-Code 010) entdeckt wurde.
Der Asteroid gehört zur Nysa-Gruppe, einer nach (44) Nysa benannten Gruppe von Asteroiden (auch Hertha-Familie genannt, nach (135) Hertha). Die zeitlosen (nichtoskulierenden) Bahnelemente von (337044) Bobdylan sind fast identisch mit denjenigen von zwei kleineren Asteroiden, wenn man von der Absoluten Helligkeit von 17,9 und 19,1 gegenüber 17,3 ausgeht: (393358) 1997 TT2 und 2010 TS46.
Der Asteroid wurde am 9. Juni 2017 nach dem US-amerikanischen Musiker und Lyriker Bob Dylan benannt. Der Einschlagkrater Dylan auf dem Jupitermond Europa hingegen wurde im Jahr 2000 nach dem walisischen Meeresgott Dylan Eil Ton benannt.